# Satjchere (distrikt)
Satjchere (georgiska: საჩხერის მუნიციპალიტეტი, Satjcheris munitsipaliteti) är ett distrikt i Georgien. Det ligger i regionen Imeretien, i den centrala delen av landet.